# 劇団尺伸ばし
劇団尺伸ばし（げきだんしゃくのばし）は、日本の劇団。『厨房男子』シリーズをはじめとする舞台のカンパニーから結成された。2022年に旗揚げ公演を開催。
演出を担当する小林顕作を筆頭に、ふぉ〜ゆ〜の福田悠太・辰巳雄大・越岡裕貴・松崎祐介、前野朋哉、野澤祐樹、田中穂先、楢木和也、三倉茉奈、三倉佳奈などのメンバーがいる。

## 概要
「劇団尺伸ばし」と名乗る前は、「厨房男子カンパニー」として毎年公演を行っていたが、カンパニーの特徴として尺が伸びることから、2021年に公演した『BORN 2 DIE』から「劇団尺伸ばし」を名乗った。
2022年の公演『隅田川ヤングロード物語〜嗚呼！そりゃあいけねえぜ！～』が劇団初のオリジナル作品となった。

隅田川ヤングロード物語2では、ゴールデンボンバーの喜矢武豊がゲスト出演として全公演に参加することとなった。マサラムービー風な作品となっている。

## 特徴
名称の通り尺が伸びがちだが、主演を務めるふぉ〜ゆ〜の福田悠太は「いくら伸びてもお値段据え置きで」と話している。主に尺を伸ばすのは楢木和也と田中穂先だと楢木和也が『隅田川ヤングロード物語〜嗚呼！そりゃあいけねえぜ！～』公式ウェブサイト上のインタビューで明かしている。同作では、「尺伸ばしコーナー」と題を打ち、小林顕作、楢木和也（梅棒）、三倉茉奈、三倉佳奈、長谷川忍（シソンヌ）、 なだぎ武らがゲスト出演し尺を伸ばした。

## メンバー
『隅田川ヤングロード物語～嗚呼！そりゃあいけねえぜ！～』におけるスタッフ・キャスト。
- 演出・出演　小林顕作
- 俳優　
  - ふぉ〜ゆ〜（福田悠太・辰巳雄大・越岡裕貴・松崎祐介）
  - 前野朋哉
  - 野澤祐樹
  - 田中穂先（柿喰う客）　
  - 楢木和也（梅棒）　
  - 三倉茉奈
  - 三倉佳奈
  - 掛川僚太
  - 図師翔太郎
  - 藤村聡

『隅田川ヤングロード物語２～嗚呼！青春はマサラの香り！～』におけるスタッフ・キャスト。
- 演出・出演　小林顕作
- 脚本　大池容子
- 俳優　
  - ふぉ〜ゆ〜（福田悠太・辰巳雄大・越岡裕貴・松崎祐介）
  - 前野朋哉
  - 野澤祐樹
  - 田中穂先（柿喰う客）　
  - 楢木和也（梅棒）　
  - 三倉佳奈
  - 喜矢武豊（ゴールデンボンバー）
  - 図師翔太郎
  - 藤村聡
  - 種子島祥太
  - 愛太

## 公演作品
- 放課後の厨房男子（2018年10月18日 - 11月4日、博品館劇場）
- 放課後の厨房男子 リターンマッチは恋の味 篇（2019年11月1日 - 5日、日経ホール / 11月23日・24日、松下IMPホール / 11月27日 - 12月8日、博品館劇場）
- 放課後の厨房男子 まかない飯とShall we dance? 篇（2020年10月31日 - 11月4日、日経ホール / 11月6日 - 8日、松下IMPホール / 11月18日 - 11月29日、紀伊國屋サザンシアター TAKASHIMAYA）
- BORN 2 DIE（2021年11月3日 - 8日、よみうり大手町ホール / 11月17日 - 12月1日、博品館劇場 / 12月4日・5日、松下IMPホール）
- 隅田川ヤングロード物語 〜嗚呼！そりゃあいけねえぜ！〜（2022年10月22日 - 30日、ヒューリックホール東京 / 11月12日 - 18日、よみうり大手町ホール / 11月26日・27日、松下IMPホール）
- 隅田川ヤングロード物語２～嗚呼！青春はマサラの香り！～ (2024年1月25日 - 2月4日、サンシャイン劇場/ 2月10日 、アステールプラザ(大ホール) / 2月17日・18日、名古屋市公会堂/2月24日・2月25日、COOL JAPAN PARK OSAKA WWホール）